# Chalukya's
De Chalukya's (Kannada ಚಾಲುಕ್ಯ ರಾಜವಂಶ) waren van ca 500 tot 755 de heersers van een rijk in Midden-India (de Deccan rond Badami) in de huidige deelstaat Karnataka. Zij waren de rivalen van de Pallavadynastie in Kanchipuram in het zuidoosten aan de kust van Tamil Nadu.

## Koningen
De Chalukya-koningen waren:
- Jayasinha
- Ramaraga
- Pulakesin I 543-566
- Kirtivarman I 566-597
- Mangalesa 597-609
- Pulakesin II 609-642

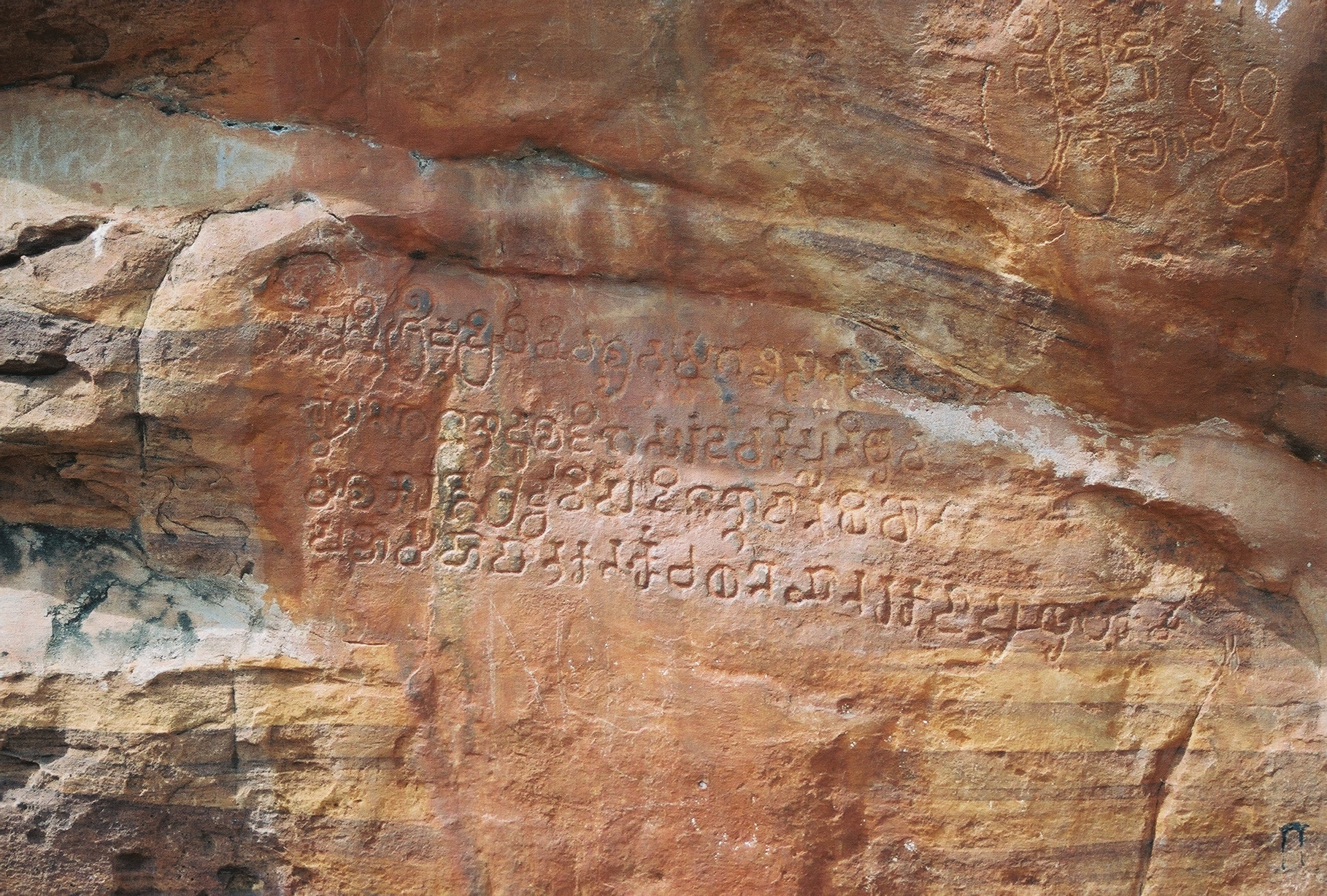
inscriptie van koning Mangalesa (578)

- De Pallava vernietigen Badami en er volgt een periode van verwarring.
- Vikramaditya I 654-668
- Vinayaditya 681-696
- Vijayaditya 696-733
- Vikramaditya 733-744
- Kirtivarman II 744-755

In 755 wordt het rijk veroverd door Dantidurga, de koning van de Rashtrakuta's.

## Culturele en architectonische bijdragen
De Chalukya's zijn beroemd om hun invloed op kunst en architectuur en ontwikkelden stijlen zoals de zuidelijke Dravidische stijl en de noordelijke Nagara-stijl, samen met een hybride stijl die elementen van beide combineert. Opmerkelijke tempels in Badami, Pattadakal en Aihole illustreren hun architecturale en artistieke innovaties. Deze periode zag ook een bloei van Sanskriet- en Kannada-literatuur, vooral onder de bescherming van koning Somesvara III.

## Bestuur en religie
Het bestuur van de Chalukya's kenmerkte zich door een goed georganiseerd systeem met een duidelijke hiërarchie. Hun militaire kracht en diplomatieke betrekkingen waren uitgebreid. Hoewel ze sterke verdedigers van het hindoeïsme waren, stonden de Chalukya's ook bekend om hun religieuze tolerantie, met steun voor het jaïnisme en boeddhisme.

## Verval en erfenis
Het verval van de Chalukya-dynastie begon in de 12e eeuw, leidend tot hun ondergang door de opkomst van de Hoysala-dynastie en de Seunas van Devagiri. Desondanks blijft de invloed van de Chalukya's zichtbaar in de vele monumenten en door hun culturele impact op de regio.

## Appendix

### Meer lezen
- (en) K.A. Nilakanta Sastri (1958). A History of South India: From Prehistoric Times to the Fall of Vijayanagar.
- D. R. Bhandarkar. De Chalukyas van Badam.